# Grande Prêmio do Oeste dos Estados Unidos de 1980
Resultados do Grande Prêmio do Oeste dos Estados Unidos de Fórmula 1 realizado em Long Beach em 30 de março de 1980. Quarta etapa do campeonato, foi vencido pelo brasileiro Nelson Piquet, piloto da Brabham-Ford.

## Resumo

### Brabham pela metade
Com Nelson Piquet em terceiro lugar no mundial de pilotos é legítimo inferir que a Brabham esteja entre os favoritos ao título, mas tal prognóstico carece de lastro quando avalia-se a tabela dos construtores onde a pontuação da Brabham é pífia devido ao mau retrospecto de Ricardo Zunino, efetivado para substituir Niki Lauda em meio aos treinos para o Grande Prêmio do Canadá de 1979 quando o austríaco abandonou a Fórmula 1 de supetão. Numa competição esportiva é essencial apresentar resultados e com sua equipe à meia-força, Bernie Ecclestone dificilmente ganhará o mundial de construtores e a ausência de um segundo piloto capaz de tirar pontos dos adversários compromete, inclusive, a luta pelo mundial de pilotos. Sem que Ricardo Zunino pontue não há como superar Renault e Williams, afinal mesmo com a escuderia francesa apresentando problemas de confiabilidade e o time de Frank Williams dependendo essencialmente de Alan Jones, as duas equipes possuem os melhores carros do momento.
Às vésperas do Grande Prêmio do Canadá de 1978 a Brabham contratou Nelson Piquet de modo a combinar o talento promissor do brasilleiro com a experiência do bicampeão Niki Lauda estabelecendo desde já uma hierarquia no time, medida necessária para evitar "fratricídios" como o de 1973 quando Emerson Fittipaldi e Ronnie Peterson mediram forças na Lotus e perderam o título para Jackie Stewart, da Tyrrell, ou as cláusulas leoninas de Colin Chapman que impediram Ronnie Petersom de disputar o título com Mario Andretti em 1978. Quando Lauda abandonou as pistas Piquet tornou-se o número um da Brabham e para correr ao seu lado recrutaram Ricardo Zunino, presente em Montreal como espectador da prova canadense e foi recrutado junto ao Campeonato Britânico de Fórmula 1. Desde então o desempenho dos carros na pista confirmaram o acerto em relação a Nelson Piquet, entretanto os nuances da competição tornam a Brabham vulnerável à concorrência, haja vista o desempenho da Ligier cuja regularidade de Jacques Laffite e Didier Pironi assentaram a equipe francesa em terceiro no mundial de construtores logo adiante da equipe de Chessington.

### Brasil na pole position
Bem colocado no treino de sexta-feira, Nelson Piquet melhorou seu tempo no dia seguinte e esta marca garantiu-lhe a primeira pole position de sua carreira, algo inédito para um brasileiro desde José Carlos Pace no Grande Prêmio da África do Sul de 1975 (conseguida pela Brabham, onde hoje corre Piquet). Quanto aos líderes do campeonato René Arnoux capturou o segundo lugar e Alan Jones o quinto, ao passo que nas demais posições tivemos o décimo quinto posto da Lotus de Mario Andretti, o décimo nono da Osella de Eddie Cheever, a Ferrari na pista sem ser notada e o calvário de Emerson Fittipaldi em último lugar no seu carro amarelo. Merece destaque o quarto lugar do neerlandês Jan Lammers, substituto de Marc Surer na ATS, situação inversa a de Stephen South que não pôs no grid a McLaren pertencente ao francês Alain Prost, ausente de Long Beach devido a um acidente na etapa anterior, tal como Surer.

### Vitória de Nelson Piquet
Cioso de sua posição, Nelson Piquet confirmou o primeiro lugar no momento da largada enquanto Patrick Depailler saltou para o segundo posto mantendo-o por dezessete voltas enquanto o Renault turbo de René Arnoux não rendeu o esperado ao nível do mar, por isso Alan Jones ascendeu para terceiro em curto espaço de tempo. Ao volante de um carro melhor, Jones superou a Alfa Romeo de Depailler sendo que o francês parou na volta 40 por falha na suspensão e seis giros depois Gilles Villeneuve, momentaneamente no lugar de Depailler, ficou a pé quando a transmissão da Ferrari entrou em colapso e na volta seguinte Alan Jones sofreu um acidente e abandonou a corrida. Embora fosse o nome mais conhecido a deixar a pista de Long Beach o australiano da Williams não foi o único, afinal Ricardo Zunino que estatelou sua Brabham na mureta antes da primeira volta enquanto a Lotus de Mario Andreti tocou a Tyrrell de Jean-Pierre Jarier e Jan Lammers também ficou pelo caminho nos primeiros metros por falha no eixo do motor. Embora Jarier tenha resistindo por algum tempo, o mesmo também foi alijado da porfia, assim como Elio de Angelis e Carlos Reutemann.
Destroços na pista, asfalto ruim e pista ondulada não abalaram a liderança de Nelson Piquet, entretanto colocaram Riccardo Patrese, René Arnoux, Clay Regazzoni, Emerson Fittipaldi e John Watson na zona de pontuação, mas depois de cinquenta voltas os freios de Regazzoni falharam na área mais veloz da pista e sua Ensign bateu a quase 300 km/h no carro de Ricardo Zunino, abandonado na área de escape desde a largada. Tão forte foi a pancada que o veterano suíço ficou desacordado em meio à carenagem retorcida por cerca de vinte minutos. Já consciente, o piloto foi levado ao hospital, contudo as lesões na coluna o deixaram paraplégico não obstante o esforço dos médicos. Chegava ao fim uma carreira iniciada no Grande Prêmio dos Países Baixos de 1970 resultando em cinco vitórias e no vice-campeonato mundial em 1974. Após a batida de Regazzoni eis que Fittipaldi subiu para o quarto lugar embora o tenha perdido brevemente para Watson. Quando Arnoux teve um pneu furado o veterano piloto brasileiro subiu para terceiro enquanto Patrese estava a um minuto do líder Piquet.
Para afastar o risco de quebras ou acidentes, Nelson Piquet reduziu seu ritmo em três segundos por volta e assegurou a vitória depois de uma hora e cinquenta minutos cruzando a linha de chegada 49 segundos à frente de Riccardo Patrese com Emerson Fittipaldi em terceiro num pódio aguardado por ele desde o Grande Prêmio do Brasil de 1978. O britânico John Watson chegou em quarto lugar pela McLaren enquanto o sul-africano Jody Scheckter marcou os primeiros pontos da Ferrari no campeonato e Didier Pironi fechou a zona de pontuação com a Ligier. Feliz com o rendimento da Brabham, Nelson Piquet celebrava a primeira vitória de sua carreira enquanto Riccardo Patrese festejava o segundo lugar com a Arrows e Emerson Fittipaldi vivenciava o seu último pódio enquanto piloto e também o derradeiro conquistado pela Fittipaldi.

### Ecos do passado
Ter dois brasileiros no pódio da Fórmula 1 é algo que não acontecia desde o Grande Prêmio da Grã-Bretanha de 1975 quando a última vitória na carreira de Emerson Fittipaldi foi seguida pelo segundo lugar de José Carlos Pace. A esse respeito Nelson Piquet disse o seguinte ao chegar dos Estados Unidos: "Estava perseguindo esse resultado há cinco anos e estou muito contente com a vitória em Long Beach, inclusive porque Emerson Fittipaldi também subiram no pódio. Mas é muito cedo para se falar em Piquet campeão mundial pois, outros pilotos estão nas mesmas condições do que eu".
Primeiro representante do Brasil a liderar o mundial de pilotos desde Emerson Fittipaldi no Grande Prêmio de Mônaco de 1975, Nelson Piquet tem os mesmos 18 pontos de René Arnoux (embora o francês tenha duas vitórias contra uma do brasileiro) enquanto Alan Jones é o terceiro com 13 pontos. Dentre os construtores a pontuação também retrata um empate entre Renault e Brabham com os mesmos 18 pontos de seus pilotos enquanto a Williams soma 15. 

## Classificação

### Treinos
| 1       | 5  | Nelson Piquet         | Brabham-Ford    | 1:17.694 | -       |
| 2       | 16 | René Arnoux           | Renault         | 1:18.689 | + 0.995 |
| 3       | 22 | Patrick Depailler     | Alfa Romeo      | 1:18.719 | + 1.025 |
| 4       | 10 | Jan Lammers           | ATS-Ford        | 1:18.783 | + 1.089 |
| 5       | 27 | Alan Jones            | Williams-Ford   | 1:18.819 | + 1.125 |
| 6       | 23 | Bruno Giacomelli      | Alfa Romeo      | 1:18.924 | + 1.230 |
| 7       | 28 | Carlos Reutemann      | Williams-Ford   | 1:18.964 | + 1.270 |
| 8       | 29 | Riccardo Patrese      | Arrows-Ford     | 1:19.071 | + 1.377 |
| 9       | 25 | Didier Pironi         | Ligier-Ford     | 1:19.276 | + 1.582 |
| 10      | 2  | Gilles Villeneuve     | Ferrari         | 1:19.285 | + 1.591 |
| 11      | 15 | Jean-Pierre Jabouille | Renault         | 1:19.316 | + 1.622 |
| 12      | 3  | Jean-Pierre Jarier    | Tyrrell-Ford    | 1:19.318 | + 1.624 |
| 13      | 26 | Jacques Laffite       | Ligier-Ford     | 1:19.455 | + 1.880 |
| 14      | 4  | Derek Daly            | Tyrrell-Ford    | 1:19.744 | + 2.050 |
| 15      | 11 | Mario Andretti        | Lotus-Ford      | 1:19.763 | + 2.069 |
| 16      | 1  | Jody Scheckter        | Ferrari         | 1:20.151 | + 2.457 |
| 17      | 29 | Jochen Mass           | Arrows-Ford     | 1:20.410 | + 2.716 |
| 18      | 6  | Ricardo Zunino        | Brabham-Ford    | 1:20.419 | + 2.725 |
| 19      | 31 | Eddie Cheever         | Osella-Ford     | 1:20.808 | + 3.830 |
| 20      | 12 | Elio de Angelis       | Lotus-Ford      | 1:20.830 | + 3.114 |
| 21      | 7  | John Watson           | McLaren-Ford    | 1:20.868 | + 3.174 |
| 22      | 21 | Keke Rosberg          | Fittipaldi-Ford | 1:20.911 | + 3.217 |
| 23      | 14 | Clay Regazzoni        | Ensign-Ford     | 1:20.984 | + 3.290 |
| 24      | 20 | Emerson Fittipaldi    | Fittipaldi-Ford | 1:21.350 | + 3.656 |
| 25      | 18 | David Kennedy         | Shadow-Ford     | 1:21.523 | + 3.829 |
| 26      | 17 | Geoff Lees            | Shadow-Ford     | 1:23.486 | + 5.792 |
| 27      | 8  | Stephen South         | McLaren-Ford    | 1:24.121 | + 6.427 |
| Fontes: |    |                       |                 |          |         |

### Corrida
| Pos.    | Nº | Piloto                | Construtor      | Pneus | Voltas | Tempo/Diferença  | Grid | Pontos |
| ------- | -- | --------------------- | --------------- | ----- | ------ | ---------------- | ---- | ------ |
| 1       | 5  | Nelson Piquet         | Brabham-Ford    | G     | 80     | 1:50:18.550      | 1    | 9      |
| 2       | 29 | Riccardo Patrese      | Arrows-Ford     | G     | 80     | + 49.212         | 8    | 6      |
| 3       | 20 | Emerson Fittipaldi    | Fittipaldi-Ford | G     | 80     | + 1:18.563       | 24   | 4      |
| 4       | 7  | John Watson           | McLaren-Ford    | G     | 79     | + 1 volta        | 21   | 3      |
| 5       | 1  | Jody Scheckter        | Ferrari         | M     | 79     | + 1 volta        | 16   | 2      |
| 6       | 25 | Didier Pironi         | Ligier-Ford     | G     | 79     | + 1 volta        | 9    | 1      |
| 7       | 30 | Jochen Mass           | Arrows-Ford     | G     | 79     | + 1 volta        | 17   |        |
| 8       | 4  | Derek Daly            | Tyrrell-Ford    | G     | 79     | + 1 volta        | 14   |        |
| 9       | 16 | René Arnoux           | Renault         | M     | 78     | + 2 voltas       | 2    |        |
| 10      | 15 | Jean-Pierre Jabouille | Renault         | M     | 71     | + 9 voltas       | 11   |        |
| Ret     | 21 | Keke Rosberg          | Fittipaldi-Ford | G     | 58     | Superaquecimento | 22   |        |
| Ret     | 14 | Clay Regazzoni        | Ensign-Ford     | G     | 50     | Acidente         | 23   |        |
| Ret     | 27 | Alan Jones            | Williams-Ford   | G     | 49     | Colisão          | 5    |        |
| Ret     | 23 | Bruno Giacomelli      | Alfa Romeo      | G     | 47     | Colisão          | 6    |        |
| Ret     | 2  | Gilles Villeneuve     | Ferrari         | M     | 46     | Transmissão      | 10   |        |
| Ret     | 22 | Patrick Depailler     | Alfa Romeo      | G     | 40     | Suspensão        | 3    |        |
| Ret     | 26 | Jacques Laffite       | Ligier-Ford     | G     | 36     | Pneu furado      | 13   |        |
| Ret     | 31 | Eddie Cheever         | Osella-Ford     | G     | 11     | Transmissão      | 19   |        |
| Ret     | 28 | Carlos Reutemann      | Williams-Ford   | G     | 3      | Transmissão      | 7    |        |
| Ret     | 3  | Jean-Pierre Jarier    | Tyrrell-Ford    | G     | 3      | Acidente         | 12   |        |
| Ret     | 12 | Elio de Angelis       | Lotus-Ford      | G     | 3      | Acidente         | 20   |        |
| Ret     | 9  | Jan Lammers           | ATS-Ford        | G     | 0      | Transmissão      | 4    |        |
| Ret     | 11 | Mario Andretti        | Lotus-Ford      | G     | 0      | Acidente         | 15   |        |
| Ret     | 6  | Ricardo Zunino        | Brabham-Ford    | G     | 0      | Acidente         | 18   |        |
| DNQ     | 18 | David Kennedy         | Shadow-Ford     | G     |        |                  |      |        |
| DNQ     | 17 | Geoff Lees            | Shadow-Ford     | G     |        |                  |      |        |
| DNQ     | 8  | Stephen South         | McLaren-Ford    | G     |        |                  |      |        |
| Fontes: |    |                       |                 |       |        |                  |      |        |

## Tabela do campeonato após a corrida
| Pos.    | Piloto           | Pontos |
| ------- | ---------------- | ------ |
| 1       | René Arnoux      | 18     |
| 2       | Nelson Piquet    | 18     |
| 3       | Alan Jones       | 13     |
| 4       | Didier Pironi    | 8      |
| 5       | Riccardo Patrese | 7      |
| Fontes: |                  |        |

| Pos.    | Construtor    | Pontos |
| ------- | ------------- | ------ |
| 1       | Renault       | 18     |
| 2       | Brabham-Ford  | 18     |
| 3       | Williams-Ford | 15     |
| 4       | Ligier-Ford   | 14     |
| 5       | Arrows-Ford   | 8      |
| Fontes: |               |        |

- Nota: Somente as primeiras cinco posições estão listadas. As quatorze etapas de 1980 foram divididas em dois blocos de sete e neles cada piloto podia computar cinco resultados válidos não havendo descartes no mundial de construtores.